# Campeonato Sub-20 de la Concacaf de 2011
El Campeonato Sub-20 de la Concacaf de 2011 fue la 23ª edición del torneo de fútbol en el cual participan selecciones con jugadores menores de 20 años,  que sirvió como clasificación de los cuatro equipos de la Concacaf para la Copa Mundial de Fútbol Sub-20 de 2011 a jugarse en Colombia, que se jugó del  29 de julio al 20 del agosto. También entregó 3 cupos para el Torneo masculino de fútbol en los Juegos Panamericanos de 2011.
Comenzó el 28 de marzo de 2011 y finalizó el 10 de abril del mismo año. La sede fue en  Guatemala y participaron doce equipos que avanzaron después de jugar la eliminatoria previa.

## Equipos participantes
| CFU - Jamaica - Trinidad y Tobago - Cuba - Surinam - Guadalupe |  | UNCAF - Guatemala - Honduras - Panamá - Costa Rica* |  | Clasificados automáticamente - Canadá - Estados Unidos - México |

- Costa Rica ocupó el lugar de El Salvador en la competición, ya que apeló la indebida alineación del delantero Dustin Corea en la selección cuscatleca, durante la eliminatoria centroamericana. Corea había formado parte de la selección sub-17 de Estados Unidos en 2009.[3]

## Resultados

### Primera fase

#### Grupo A
| Equipo    | Pts | PJ | PG | PE | PP | GF | GC | DG |
| --------- | --- | -- | -- | -- | -- | -- | -- | -- |
| Honduras  | 6   | 2  | 2  | 0  | 0  | 5  | 2  | 3  |
| Guatemala | 3   | 2  | 1  | 0  | 1  | 3  | 3  | 0  |
| Jamaica   | 0   | 2  | 0  | 0  | 2  | 1  | 4  | -3 |

| 29 de marzo de 2011 | Guatemala                  | 2:0 (2:0) | Jamaica | Estadio Mateo Flores, Ciudad de Guatemala                             |                                                                       |
|                     | Hayde 8' (a.g.) · Lima 35' | Reporte   |         | Asistencia: 3.917 espectadores Árbitro(s): Marlon Mejía (El Salvador) | Asistencia: 3.917 espectadores Árbitro(s): Marlon Mejía (El Salvador) |

| 31 de marzo de 2011 | Honduras                 | 2:1 (0:1) | Jamaica   | Estadio Mateo Flores, Ciudad de Guatemala                                    |                                                                              |
|                     | Alvarado 61' · López 77' | Reporte   | Brett 25' | Asistencia: 417 espectadores Árbitro(s): Jeffrey Solís Calderón (Costa Rica) | Asistencia: 417 espectadores Árbitro(s): Jeffrey Solís Calderón (Costa Rica) |

| 2 de abril de 2011 | Guatemala | 1:3 (1:2) | Honduras                             | Estadio Mateo Flores, Ciudad de Guatemala                                  |                                                                            |
|                    | Lima 38'  | Reporte   | Lozano 3' · Martínez 25' · López 54' | Asistencia: 12.142 espectadores Árbitro(s): Roberto García Orozco (México) | Asistencia: 12.142 espectadores Árbitro(s): Roberto García Orozco (México) |

#### Grupo B
| Equipo         | Pts | PJ | PG | PE | PP | GF | GC | DG |
| -------------- | --- | -- | -- | -- | -- | -- | -- | -- |
| Estados Unidos | 6   | 2  | 2  | 0  | 0  | 6  | 0  | 6  |
| Panamá         | 3   | 2  | 1  | 0  | 1  | 3  | 2  | 1  |
| Surinam        | 0   | 2  | 0  | 0  | 2  | 0  | 7  | -7 |

| 29 de marzo de 2011 | Surinam | 0:4 (0:3) | Estados Unidos                     | Estadio Mateo Flores, Ciudad de Guatemala                       |                                                                 |
|                     |         | Reporte   | Wood 19' · Gyau 28' 36' · Rowe 81' | Asistencia: 3.746 espectadores Árbitro(s): Dave Gantar (Canadá) | Asistencia: 3.746 espectadores Árbitro(s): Dave Gantar (Canadá) |

| 31 de marzo de 2011 | Panamá                 | 3:0 (1:0) | Surinam | Estadio Mateo Flores, Ciudad de Guatemala                               |                                                                         |
|                     | Waterman 35', 59', 68' | Reporte   |         | Asistencia: 315 espectadores Árbitro(s): Roberto García Orozco (México) | Asistencia: 315 espectadores Árbitro(s): Roberto García Orozco (México) |

| 2 de abril de 2011 | Estados Unidos | 2:0 (2:0) | Panamá | Estadio Mateo Flores, Ciudad de Guatemala                                      |                                                                                |
|                    | Rowe 13' 18'   | Reporte   |        | Asistencia: 8.500 espectadores Árbitro(s): Marcos Daniel Brea Despaigne (Cuba) | Asistencia: 8.500 espectadores Árbitro(s): Marcos Daniel Brea Despaigne (Cuba) |

#### Grupo C
| Equipo     | Pts | PJ | PG | PE | PP | GF | GC | DG |
| ---------- | --- | -- | -- | -- | -- | -- | -- | -- |
| Costa Rica | 6   | 2  | 2  | 0  | 0  | 6  | 0  | 6  |
| Canadá     | 3   | 2  | 1  | 0  | 1  | 2  | 4  | -2 |
| Guadalupe  | 0   | 2  | 0  | 0  | 2  | 1  | 5  | -4 |

| 28 de marzo de 2011 | Canadá                    | 2:1 (0:1) | Guadalupe    | Estadio Cementos Progreso, Ciudad de Guatemala                  |                                                                 |
|                     | Cavallini 53' · Bassi 58' | Reporte   | Houelche 25' | Asistencia: 150 espectadores Árbitro(s): José Molina (Honduras) | Asistencia: 150 espectadores Árbitro(s): José Molina (Honduras) |

| 30 de marzo de 2011 | Guadalupe | 0:3 (0:0) | Costa Rica                  | Estadio Cementos Progreso, Ciudad de Guatemala                   |                                                                  |
|                     |           | Reporte   | Campbell 57' 62' · Vega 74' | Asistencia: 770 espectadores Árbitro(s): Óscar Reyna (Guatemala) | Asistencia: 770 espectadores Árbitro(s): Óscar Reyna (Guatemala) |

| 1 de abril de 2011 | Costa Rica                             | 3:0 (1:0) | Canadá | Estadio Cementos Progreso, Ciudad de Guatemala                     |                                                                    |
|                    | Golobio 34' · Campbell 66' · Escoe 90' | Reporte   |        | Asistencia: 1.445 espectadores Árbitro(s): Raymond Bogle (Jamaica) | Asistencia: 1.445 espectadores Árbitro(s): Raymond Bogle (Jamaica) |

#### Grupo D
| Equipo            | Pts | PJ | PG | PE | PP | GF | GC | DG |
| ----------------- | --- | -- | -- | -- | -- | -- | -- | -- |
| México            | 6   | 2  | 2  | 0  | 0  | 8  | 0  | 8  |
| Cuba              | 1   | 2  | 0  | 1  | 1  | 0  | 3  | -3 |
| Trinidad y Tobago | 1   | 2  | 0  | 1  | 1  | 0  | 5  | -5 |

| 28 de marzo de 2011 | Cuba | 0:3 (0:1) | México                              | Estadio Cementos Progreso, Ciudad de Guatemala                        |                                                                       |
|                     |      | [http://concacaf.globalsportsmedia.com/page.php?sport=soccer&language_id=es&page=tournament&view=match&match_id=1083395 (enlace roto disponible en Internet Archive; véase el historial, la primera versión y la última). Reporte] | Reyes 36' · Pulido 52' · Dávila 84' | Asistencia: 269 espectadores Árbitro(s): Mark Geiger (Estados Unidos) | Asistencia: 269 espectadores Árbitro(s): Mark Geiger (Estados Unidos) |

| 30 de marzo de 2011 | Trinidad y Tobago | 0:0     | Cuba | Estadio Cementos Progreso, Ciudad de Guatemala                      |                                                                     |
|                     |                   | Reporte |      | Asistencia: 1,500 espectadores Árbitro(s): Trevor Taylor (Barbados) | Asistencia: 1,500 espectadores Árbitro(s): Trevor Taylor (Barbados) |

| 1 de abril de 2011 | México                                | 5:0 (4:0) | Trinidad y Tobago | Estadio Cementos Progreso, Ciudad de Guatemala                    |                                                                   |
|                    | Guarch 7', 25', 49' · Pulido 31', 41' | Reporte   |                   | Asistencia: 1,586 espectadores Árbitro(s): José Molina (Honduras) | Asistencia: 1,586 espectadores Árbitro(s): José Molina (Honduras) |

### Segunda fase
|  | Cuartos de final      | Cuartos de final      |                        |        | Semifinales   | Semifinales  |  |  | Final                  | Final |
|  |                       |                       |                        |        |               |              |  |  |                        |       |
|  | Guatemala, 6 de abril |                       |                        |        |               |              |  |  |                        |       |
|  |                       |                       |                        |        |               |              |  |  |                        |       |
|  | Honduras              | 0                     |                        |        |               |              |  |  |                        |       |
|  | Honduras              | 0                     | Guatemala, 8 de abril  |        |               |              |  |  |                        |       |
|  | Panamá                | 2                     |                        |        |               |              |  |  |                        |       |
|  | Panamá                | 2                     | México                 | 4      |               |              |  |  |                        |       |
|  | Guatemala, 5 de abril |                       | México                 | 4      |               |              |  |  |                        |       |
|  |                       | Panamá                | 1                      |        |               |              |  |  |                        |       |
|  | México                | Panamá                | 1                      | 3      |               |              |  |  |                        |       |
|  | México                |                       | Guatemala, 10 de abril | 3      |               |              |  |  |                        |       |
|  | Canadá                | 0                     |                        |        |               |              |  |  |                        |       |
|  | Canadá                | 0                     | México                 | 3      |               |              |  |  |                        |       |
|  | Guatemala, 6 de abril |                       | México                 | 3      |               |              |  |  |                        |       |
|  |                       | Costa Rica            | 1                      |        |               |              |  |  |                        |       |
|  | Estados Unidos        | Costa Rica            | 1                      | 1      |               |              |  |  |                        |       |
|  | Estados Unidos        | Guatemala, 8 de abril |                        | 1      |               |              |  |  |                        |       |
|  | Guatemala             | 2                     |                        |        |               |              |  |  |                        |       |
|  | Guatemala             | 2                     | Costa Rica             | 2      | Tercer lugar  | Tercer lugar |  |  |                        |       |
|  | Guatemala, 5 de abril |                       | Costa Rica             | 2      |               |              |  |  |                        |       |
|  |                       | Guatemala             | 1                      |        |               |              |  |  |                        |       |
|  | Costa Rica            | Guatemala             | 1                      | 6      | Guatemala (p) | 0 (7)        |  |  |                        |       |
|  | Costa Rica            |                       |                        | 6      | Guatemala (p) | 0 (7)        |  |  |                        |       |
|  | Cuba                  | 1                     |                        | Panamá | 0 (6)         |              |  |  |                        |       |
|  | Cuba                  | 1                     |                        |        | 0 (6)         |              |  |  |                        |       |
|  |                       |                       |                        |        |               |              |  |  | Guatemala, 10 de abril |       |
|  |                       |                       |                        |        |               |              |  |  |                        |       |

#### Cuartos de final
| 5 de abril de 2011 | Costa Rica                                              | 6:1 (2:1) | Cuba             | Estadio Mateo Flores, Ciudad de Guatemala                         |                                                                   |
|                    | Campbell 29' 58' 87' · Miller 32' · Vega 50' · Díaz 75' | Reporte   | Yaudel Lahera 3' | Asistencia: 179 espectadores Árbitro(s): Trevor Taylor (Barbados) | Asistencia: 179 espectadores Árbitro(s): Trevor Taylor (Barbados) |

| 5 de abril de 2011 | México                                 | 3:0 (1:0) | Canadá | Estadio Mateo Flores, Ciudad de Guatemala                             |                                                                       |
|                    | Álvarez 33' · de Buen 72' · Mora 90+1' | Reporte   |        | Asistencia: 475 espectadores Árbitro(s): Mark Geiger (Estados Unidos) | Asistencia: 475 espectadores Árbitro(s): Mark Geiger (Estados Unidos) |

| 6 de abril de 2011 | Honduras | 0:2 (0:0) | Panamá                     | Estadio Mateo Flores, Ciudad de Guatemala                            |                                                                      |
|                    |          | Reporte   | Álvarez 51' · Waterman 84' | Asistencia: 3500 espectadores Árbitro(s): Marlon Mejía (El Salvador) | Asistencia: 3500 espectadores Árbitro(s): Marlon Mejía (El Salvador) |

| 6 de abril de 2011 | Estados Unidos | 1:2 (0:1) | Guatemala            | Estadio Mateo Flores, Ciudad de Guatemala                                  |                                                                            |
|                    | Doyle 65'      | Reporte   | Lima 33' · López 68' | Asistencia: 15,000 espectadores Árbitro(s): Roberto García Orozco (México) | Asistencia: 15,000 espectadores Árbitro(s): Roberto García Orozco (México) |

#### Semifinales
| 8 de abril de 2011 | México                                                    | 4:1 (3:1) | Panamá      | Estadio Mateo Flores, Ciudad de Guatemala                            |                                                                      |
|                    | Dávila 14' · Linton 31' (a.g.) · Izazola 40' · Rivera 49' | [http://concacaf.globalsportsmedia.com/page.php?sport=soccer&language_id=es&page=tournament&view=match&match_id=1102713 (enlace roto disponible en Internet Archive; véase el historial, la primera versión y la última). Reporte] | Caicedo 28' | Asistencia: 2353 espectadores Árbitro(s): Marlon Mejía (El Salvador) | Asistencia: 2353 espectadores Árbitro(s): Marlon Mejía (El Salvador) |

| 8 de abril de 2011 | Costa Rica          | 2:1 (1:0) | Guatemala      | Estadio Mateo Flores, Ciudad de Guatemala                        |                                                                  |
|                    | Escoe 2' · Vega 48' | Reporte   | Elías Enoc 62' | Asistencia: 18,689 espectadores Árbitro(s): Dave Gantar (Cánada) | Asistencia: 18,689 espectadores Árbitro(s): Dave Gantar (Cánada) |

#### Tercer lugar
| 10 de abril de 2011 | Guatemala | 0:0     | Panamá | Estadio Mateo Flores, Ciudad de Guatemala                                 |                                                                           |
|                     |           | Reporte |        | Asistencia: 8.332 espectadores Árbitro(s): Roberto García Orozco (México) | Asistencia: 8.332 espectadores Árbitro(s): Roberto García Orozco (México) |

| Tiros desde el punto penal |          |     |          |  |
|                            | Ramírez  | 1:1 | Cummings |  |
|                            | Vásquez  | 2:2 | Álvarez  |  |
|                            | Rivas    | 3:3 | Botello  |  |
|                            | Lima     | 4:4 | Waterman |  |
|                            | Herrarte | 5:5 | Ávila    |  |
|                            | Andrade  | 6:6 | Chen     |  |
|                            | Lemus    | 7:6 | Jiménez  |  |

#### Final
| 10 de abril de 2011 | México                        | 3:1 (2:1) | Costa Rica | Estadio Mateo Flores, Ciudad de Guatemala                   |                                                             |
|                     | Dávila 18' 51' · Orrantía 38' | Reporte   | Mora 16'   | Asistencia: 3000 espectadores Árbitro(s): Mark Geiger (EUA) | Asistencia: 3000 espectadores Árbitro(s): Mark Geiger (EUA) |

|                            |
| Bandera de México          |
| Campeón México 11.º título |

## Premios y reconocimientos

### Goleadores
| Jugador       | Selección  | Goles |
| ------------- | ---------- | ----- |
| Joel Campbell | Costa Rica | 6     |

## Clasificados alMundial Sub-20
| Costa Rica | Guatemala | México | Panamá |
| ---------- | --------- | ------ | ------ |

## Clasificados a losJuegos Panamericanos
| Costa Rica | Guatemala | México | Cuba |
| ---------- | --------- | ------ | ---- |